# جراحة الأورام
جراحة الأورام (بالإنجليزية: Surgical oncology)‏ ويسمى أيضا علم الأورام الجراحي، وهو القيام بعمل جراحي لإزالة ورم معين في الجسم، وجراحة الأورام تتعامل مع الأورام الحميدة والخبيثة. في كثير من الأحيان، فإن إجراء عملية واحدة يكون كاف لإزالة الورم بنجاح. إذا كان الورم الخبيث هو المراد إزالته، فمن المتوقع جدا أن يتم اللجوء إلى عملية جراحية أخرى وطرق علاج إضافية مثل العلاج الكيميائي أو الإشعاع. يجب أن تؤخذ العديد من العوامل بعين الاعتبار في جراحة الأورام مثل مرحلة الورم، أي حجمه بحيث يسمح هذا بمعرفة ما إذا كان الورم الحميد يجب إزالته، أو إذا كان يمكن علاجه دون إجراء العملية. إذا كانت العملية ضرورية، عادة ما يتم اِتخاذ قرار بشأن ما إذا كانت العملية بالمنظار مينيملي هي الأفضل أو إذا كان المطلوب هو جراحة أكثر شمولاً. هذا ما يكون عليه الحال عندما تتأثر أجهزة أخرى، أو عند تضررها بشكل كبير، أو عند إعادة بناء الأنسجة المحيطة به.

## أنواع جراحة الأورام
- جراحة سرطان الثدي
- جراحة سرطان القولون
- خزعة كتلة الثدي
- جراحة الدرق
- إدخال القثطار المزود بمنفذ
- استئصال الكتلة الورمية في الثدي وخزعة العقدة اللمفوية الحارسة
- تنظير الكولون
- إصمام أم الدم
- حج الجمجمة من الحفرة الخلفية لعلاج الأورام الدماغية -( Posterior Fossa Craniotomy for Brain Tumors )
- جراحةالورم الميلانيني
- استئصال سرطان الحلق
- الساركومة العظمية
- استئصال الثدي
- جراحة سرطان الأنف
- استئصال الرحم
- اختزاع كتلة في العمود الفقري بالاستعانة بالتصوير الطبقي المحوري - (CAT Scan Guided Biopsy of a Spinal Lesion)
- أخذ خزعة من كتلة في الرئة أو في مكان آخر في الصدر بالاستعانة بالتصوير الطبقي المحوري (CAT Scan Guided Biopsy of a Lung or Other Chest (Area Lesion
- استئصال البروستات عبر الإحليل

## وصلات خارجية
- European Society of Surgical Oncology
- Society of Surgical Oncology
- Oxford Handbook of Surgical Oncology